# Henry Cranke Andrew

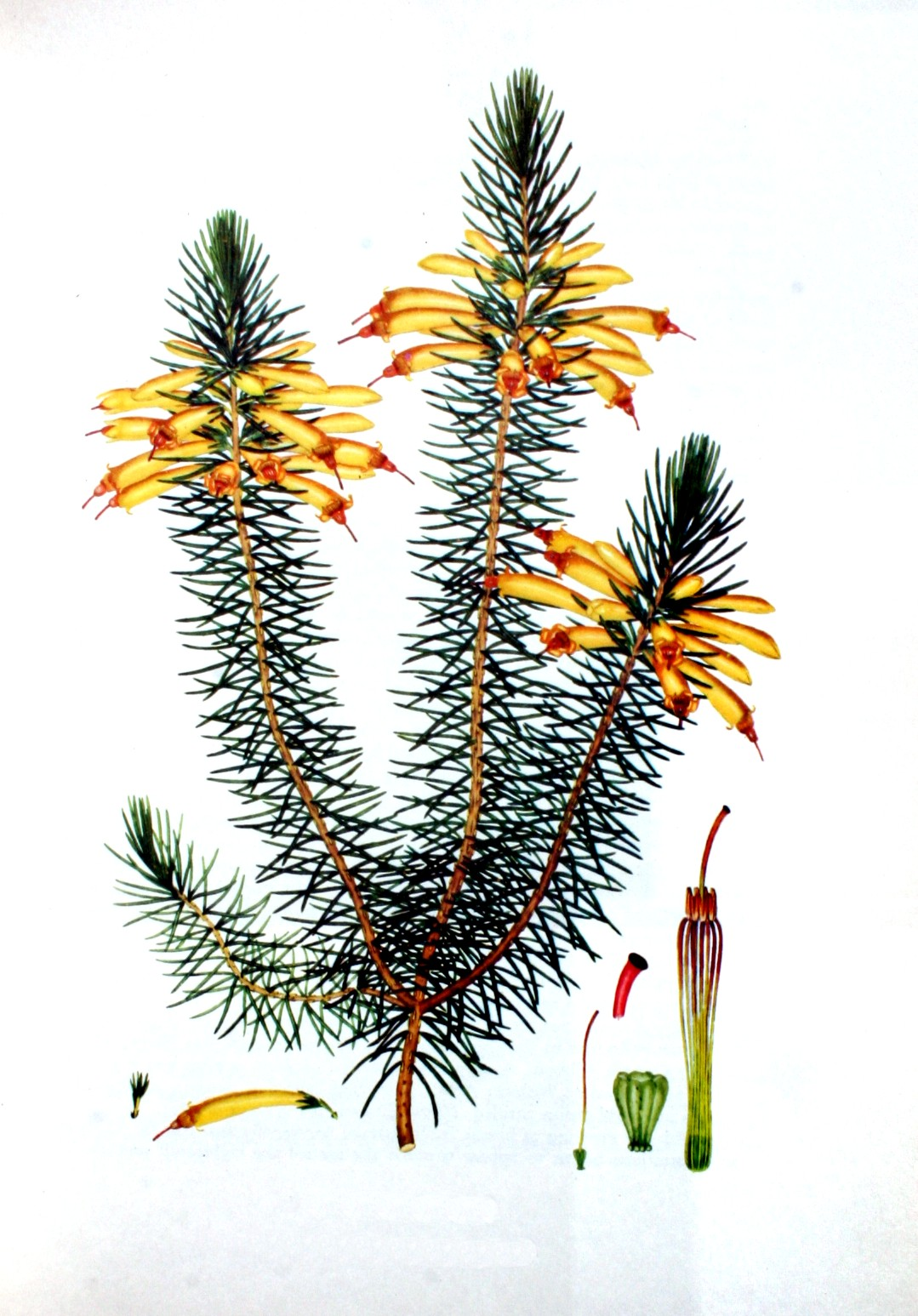
Erica grandiflora L.f. 1802

Henry Cranke Andrews (fl. 1794 – 1830), cunoscut în mod eronat ca Henry Charles Andrews, a fost un botanist, artist și gravor englez.
El a locuit în Knightsbridge și a fost căsătorit cu Anne Kennedy, fiica lui John Kennedy din Hammersmith, care l-a asistat pe Andrews în descrierea plantelor pe care le-a ilustrat.
A fost un artist botanic realizat și neobișnuit, în sensul în care el era nu doar artist, dar și gravor, colorist și editor ale cărților proprii într-o epocă în care cei mai mulți artiști erau angajați doar pentru a desena plăci. Botanist's Repository a fost prima lui publicație, realizată în serie în Londra în zece volume între 1797 și 1812, și vândută la o jumătate de coroană per volum, oferind astfel imagini ale plantelor pentru populația de grădinari amatori în creștere din Marea Britanie. Acesta a fost primul rival serios al publicației Kew, Curtis's Botanical Magazine. Poate nu surprinzător, W. Botting Hemsley, un botanist care a fost angajat de către Kew, a fost critic cu privire la calitatea celor 664 de plăci colorate de Andrews în Botanist's Repository.
Opera majoră a lui Andrews este considerată a fi Coloured Engravings of Heaths, publicată în patru volume între 1794 și 1830. Aceasta s-a axat pe mai multe specii din genul Erica care au fost introduse în Marea Britanie din Africa de Sud la începutul și mijlocul secolului al XIX-lea, ceea ce a dus la ceea ce a fost numită o „Erica manie” în horticultura britanică.
Potrivit unui anunț contemporan, Andrews preda desenul din natură și gravura în privat unor studenți.